# Berger des Tatras
Pour les articles homonymes, voir Berger (homonymie) et Tatras.
Le berger des Tatras, aussi nommé berger de Podhale ((pl)Polski Owczarek Podhalański) est un chien de berger originaire de Pologne. Il fut reconnu au XVIIIe siècle.

## Description
Le berger des Tatras (ou berger de Podhale) est un ancestral protecteur de troupeaux, utilisé essentiellement dans le sud montagneux de la Pologne face aux loups, aux lynx et aux ours qui cohabitent avec l’homme dans le parc national des Tatras. Plus récemment en Amérique du Nord, il est également utilisé à des fins militaires et policières.
Il descend des molosses venus d’Asie lors des « invasions barbares ».
Le standard international de race actuellement en vigueur (no 252) date de 1988.
En résumé, le berger de Podhale se caractérise par sa constitution forte et compacte, sa puissance et sa mobilité.

## Au quotidien
Intelligent, calme et serein, c’est un chien qui s’adapte facilement au quotidien de sa famille, autrement dit son troupeau.
Naturellement méfiant envers les étrangers mais jamais excessif, son instinct lui permet de remplir parfaitement son rôle de protecteur : une personne invitée à pénétrer sur votre terrain sera acceptée par lui, mais en cas de nouvel essai en votre absence, le berger des Tatras la considérera comme un inconnu lambda, et la dissuadera de s'approcher de manière redoutable.
Le berger de Podhale est un chien d'extérieur, rustique, qui supporte bien les aléas climatiques (de −20 °C à 40 °C). On veillera simplement pour son confort à lui installer de la paille dans un endroit à l'abri des intempéries.
Il a besoin d’espace et ne peut pas vivre en appartement ou même attaché. Il lui faut beaucoup d'affection et il aime passer du temps avec sa famille, par exemple lors de longues promenades, synonymes de socialisation efficace.
Il est vif, joueur et doux avec la famille et les enfants.
Le berger de Podhale doit être éduqué avec bienveillance. Il répondra bien aux méthodes d'éducation positives, les méthodes d'éducation coercitives sont à proscrire pour que le berger de Podhale devienne un complice fidèle.
Son éducation est longue et nécessite une bonne dose de patience, surtout avec le mâle.